# 馬丁·帕特森
馬丁·帕特森（英語：Martin Paterson；1987年5月10日—）是一位英格蘭足球運動員。在場上的位置是前鋒。他也代表北愛爾蘭國家足球隊參賽。

## 外部連結
- Martin Paterson player profile at burnleyfootballclub.com
- 足球数据库：馬丁·帕特森的球员统计数据
- Ireland stats （页面存档备份，存于） at Irish FA